# Дедиловский кремль
Дедиловский кремль — крепость к югу от Большой засечной черты, построенная в 1553—1554 годах по указу Ивана Грозного и ставшая ядром Дедилова.

## История
Незадолго на воссоздания города (согласно традиционной версии, у городища древнего Дедославля) в окрестностях Дедилова произошла битва на Шиворони. Для усиления обороны на этом направлении под руководством воеводы Дмитрия Жижемского была возведена крепость, в которой в братской могиле похоронили павших накануне воинов. В последующие годы под Дедиловом не раз появлялись крымские татары, разорявшие округу. Служилые люди из Дедилова участвовали в различных сражениях против них, в том числе в битве при Молодях и в битве при Печерниковых Дубравах. В 1591 году под Дедиловом были разгромлены крымские татары хана Газы II Гирея, отступавшие после похода на Москву. В Дедилове стоял передовой отряд Украинного разряда. В 1594 году укрепления города были перестроены и усилены. В 1607 году в битве под Дедиловом болотниковцы разбили войско царя Василия Шуйского. В 1613 году Дедилов был взят и разорён отрядом казачьего атамана Ивана Заруцкого.
После окончания Смуты крепость в Дедилове восстановили. В дальнейшем она весьма часто подвергалась крымско-ногайским набегам, которые прекратились лишь после сооружения Белгородской черты во второй половине 1630-х годов. Особенно сильное нападение на Дедилов было отражено в 1633 году, когда к нему приступило 20-тысячное крымское войско во главе с царевичем Мубарек-Гиреем, включавшее также 500 янычар. Благодаря артиллерийскому огню и храбрым вылазкам гарнизона крымское войско было отогнано от города, однако уезд сильно пострадал. В 1659 году Дедиловский кремль был отремонтирован, однако и впоследствии его воеводы сообщали в письмах в Москву о его ветхости. В последний раз его стены и башни были отремонтированы в 1678 году. В конце XVII века Дедилов окончательно утратил военное значение. Его ветхие стены стояли ещё до 1777 года, пока не сгнили и не развалились. Крепостные земляные валы достаточно хорошо сохранились на северной окраине Дедилова (современная Покровская гора) и являются памятником археологии.

## Описание
Дубовый Дедиловский кремль располагался на высоком плато, возвышающемся на 30 м над уровнем реки Шиворонь к западу от него. С северной и восточной стороны его защищали озёра и глубокие овраги. Крепость имела в плане форму неправильного четырёхугольника, опоясанного рубленой стеной с шестью башнями: четырьмя наугольными и двумя «середними» проездными — Никольской (главные ворота) и Пятницкой. Кроме одной шестигранной, все крепостные башни были четырехугольными и имели три яруса бойниц. Стены имели двухъярусный «бой».
Внутри крепости стояла деревянная «клецкая» Покровская церковь. Остальную территорию кремля занимали «двор царя и великого князя», где жили осадные головы, «погреб казённый дубов» для хранения пороховой и свинцовой казны, осадные дворы князей, попов, а также клети, принадлежавшие служилым людям (стрельцам, пушкарям, затинщикам и казакам. Также в южной части крепости имелись два небольших озера. Вокруг крепости размещались многочисленные слободы служилых и жилецких людей.
Согласно описи 1677—1678 годов, кремль окружала трёхрядная рубленая стена протяжённостью 247 сажен (525 м) с девятью башнями, две из которых имели проездные ворота. Дополнительных укреплений (острога, частика) у Дедиловского кремля не было.